# Egy cica… két cica…
Az Egy cica… két cica… a Frakk, a macskák réme című rajzfilmsorozat negyedik évadjának tizenkettedik része.

## Alkotók
- Rendező, operatőr és animátor: Cseh András
- Írta: Bálint Ágnes
- Zenéjét szerezte: Pethő Zsolt
- Hangmérnök: Bársony Péter
- Vágó: Czipauer János
- Grafikai terv és forgatókönyv: Várnai György
- Háttér: Szálas Gabriella
- Rajzolták: Czeglédi Mária, Menyhárt Katalin, Somos Zsuzsa
- Munkatársak: Nánási Eta, Völler Ágnes, Zsebényi Béla
- Színes technika: György Erzsébet
- Gyártásvezető: Bende Zsófi

Készítette a Magyar Televízió megbízásából a Pannónia Filmstúdió

## Szereplők
- Frakk: Szabó Gyula
- Lukrécia: Schubert Éva
- Szerénke: Váradi Hédi
- Károly bácsi: Suka Sándor
- Irma néni: Pártos Erzsi
- Cicák: ?
- Gyula, az evező versenyző: Koroknay Géza
- Rexi, Gyula kutyája: Botár Endre